# Les Misérables: Shōjo Cosette
Les Misérables: Shōjo Cosette (яп. レ・ミゼラブル 少女コゼット, Ре мідзерабуру сьодзьо кодзетто, укр. Знедолені: Козетта) — аніме-серіал, створений студією Nippon Animation в 2007 році за мотивами роману «Знедолені» французького письменника Віктора Гюго. Є частиною серії «Кінотеатр світових шедеврів».

## Сюжет
Франція, 1819 рік. Двадцятитрирічна Фантина разом з трирічною дочкою Козеттою приїжджає в Монфермей у пошуках роботи, однак ніхто не хоче брати на роботу матір-одиначку. Вона зустрічає подружжя шинкарів на прізвище Тенардьє, які пропонують їй за невелику плату залишити Козетту у них, поки вона не знайде житло і роботу. Дивлячись на доглянутих дочок Тенардьє, Фантина вірить, що для Козетти так буде краще і залишає її у них.
На жаль, Тенардьє виявилися поганими людьми, настільки жадібними і безжальними, що перетворюють маленьку Козетту в свою рабиню, примушуючи важко працювати. Єдиним другом Козетти стає Гаврош, молодший син Тенардьє, якого батьки зовсім не люблять. Тим часом Фантина приїжджає в Монтрей-сюр-Мер, де вона знаходить роботу на фабриці мера Мадлена. Мер — добра людина, його люблять усі жителі міста, проте він зберігає темну таємницю. Він — злочинець-утікач Жан Вальжан, який розкаявся в своєму минулому, проте досі перебуває у розшуку. Історія показує життя Козетти на тлі розвитку французької революції 1832 року.